# Idalus carinosa
Idalus carinosa är en fjärilsart som beskrevs av William Schaus 1905. Idalus carinosa ingår i släktet Idalus och familjen björnspinnare. Inga underarter finns listade i Catalogue of Life.